# Diablo
Diablo é um jogo eletrônico de RPG de ação desenvolvido pela Blizzard North e publicado pela Blizzard Entertainment para Windows em janeiro de 1997 na América do Norte e em novembro do mesmo ano na Europa. É o primeiro jogo da série de mesmo nome.
Ambientado no fictício Reino de Khanduras, no mundo mortal, o jogador controla um herói solitário que luta para livrar o mundo de Diablo, o Senhor do Terror. No subsolo da cidade de Tristram, o jogador passa por dezesseis níveis gerados aleatoriamente, para finalmente entrar no inferno e enfrentar Diablo.
Um pacote de expansão, Diablo: Hellfire, foi lançado em novembro de 1997 pela Synergistic Software. Em 1998, a Electronic Arts publicou Diablo para PlayStation. Essa versão, desenvolvida pela Climax Studios, permitia o controle direto da direção do personagem principal usando o controle do PlayStation, com vez do movimento de apontar e clicar do jogo original. Uma versão para Sega Saturn foi cogitada pela Electronic Arts, mas nunca foi lançada.
Diablo foi considerado um dos melhores jogos de todos os tempos por sua atribuição aleatória de missões e inimigos em cada jogo, por seu modo multijogador online e por seus gráficos. O sucesso do jogo levou ao lançamento de várias sequências: Diablo II em 2000, Diablo III em 2012 e Diablo IV em 2023. Diablo Immortal, um jogo da série voltado a dispositivos móveis, foi lançado em 2022.

## Jogabilidade
Diablo é um RPG eletrônico de ação. O jogador se move e interage com o ambiente principalmente por meio do cursor do mouse. Outras ações, como lançar um feitiço, são executadas através de comandos do teclado. O jogador pode adquirir itens, aprender feitiços, derrotar inimigos e interagir com personagens não jogáveis durante o jogo.
As masmorras são geradas proceduralmente com temas para cada nível; por exemplo, as catacumbas tendem a ter longos corredores e salas fechadas, enquanto as cavernas são menos lineares. Os jogadores recebem um número aleatório de missões de vários níveis; essas missões são opcionais, mas geralmente oferecem itens poderosos e exclusivos como recompensa e ajudam a aumentar o nível do personagem e/ou a revelar mais sobre a história do mundo. As duas últimas missões são obrigatórias para concluir o jogo.

Um guerreiro em combate com um ghoul inimigo. Um botão "Level Up" (Subir de nível) indica que o personagem pode avançar para o próximo nível; ao clicar no botão, ele ganha pontos de atributo que podem ser distribuídos entre as estatísticas do personagem. Um ícone no canto inferior direito indica que a proteção da cabeça do personagem está danificada e corre o risco de quebrar.

### Classes
Diablo tem três classes de personagens: guerreiro, ladino e feiticeiro. Cada classe tem um nível diferente de atributos designados, além de uma habilidade exclusiva. Cada classe é capaz de usar quase todos os mesmos itens e feitiços, em contraste com os títulos posteriores da série Diablo, que têm itens e feitiços/habilidades específicos de cada classe. No entanto, as limitações dos atributos de cada classe recompensam os jogadores que os utilizam de forma eficiente. Por exemplo, o baixo nível máximo de magia do guerreiro impede que ele aprenda os níveis mais altos de feitiços poderosos como o feiticeiro.
O guerreiro é a classe com maior capacidade física entre as três. O guerreiro é um lutador de combate corpo a corpo e, em geral, pode aguentar a maior parte do dano físico. O principal atributo do guerreiro é a força. O guerreiro começa com a habilidade de consertar objetos que possui, ao custo da durabilidade geral. O ladino é um mestre em armas de longo alcance. Embora não seja tão forte quanto o guerreiro, o ladino é muito eficiente em atacar inimigos à distância com o arco. Como uma classe versátil, o ladino tem mais magia do que o guerreiro para poder usar melhor os feitiços e também se sai melhor em combate corpo a corpo do que o feiticeiro. O principal atributo do ladino é a destreza. A habilidade inicial exclusiva do ladino é a capacidade de desarmar armadilhas. O feiticeiro é um lançador de feitiços, sendo o mais fraco fisicamente das três classes, mas pode aprender a maioria dos feitiços nos níveis mais altos. O principal atributo do feiticeiro é a magia. A habilidade inicial exclusiva do feiticeiro é a capacidade de recarregar cajados de feitiço ao custo de reduzir o número máximo de cargas de feitiço que o cajado pode conter.
No conjunto de expansão Diablo: Hellfire, o monge foi adicionado. O monge é especialista em combate corpo a corpo com o bastão. Duas outras classes, o bardo e o bárbaro, estavam inacabadas, mas permaneceram como personagens ocultos em Diablo: Hellfire e podiam ser ativadas por meio de um hack. Usando os sprites do jogo do ladino e do guerreiro, respectivamente, o bardo é capaz de empunhar armas duplas, enquanto o bárbaro era um especialista em machados de duas mãos.

### Itens
Itens de cor branca são normais, itens de cor azul são mágicos e itens de cor dourada são exclusivos. Quaisquer itens que não sejam de cor branca devem ser identificados para fazer uso de seus efeitos mágicos, embora os personagens possam usar itens não identificados como fariam com o item básico. Os itens mágicos podem ter no máximo 2 desses efeitos, enquanto os itens exclusivos podem ter até 6. Além disso, os itens exclusivos podem ter propriedades especiais ou propriedades não encontradas nas variedades comuns desse tipo de item; a maioria dos itens exclusivos tem uma chance muito rara de ser encontrada, embora alguns itens exclusivos sejam recompensas garantidas de missões. Os itens se desgastam com o uso e têm quantidades fixas de durabilidade que diminuem à medida que recebem dano; quando a durabilidade de um item chega a zero, ele é destruído. Os jogadores podem retornar à cidade e pagar uma taxa a um personagem, Griswold, o ferreiro, para que os itens sejam restaurados, enquanto o guerreiro pode consertar objetos em sua posse ao custo da durabilidade geral.
Os arcos são a arma de longo alcance do jogo e são mais bem utilizados pelos ladinos. Os cajados, embora sejam capazes de realizar ataques físicos, são usados principalmente pelas cargas de feitiço que contêm, já que o uso de um cajado não exige que o jogador aprenda o feitiço ou use mana. O feitiço de um cajado só pode ser lançado um determinado número de vezes antes de precisar ser recarregado, geralmente retornando à cidade e pagando a um personagem, Adria, a bruxa, enquanto o feiticeiro pode recarregar o cajado, o que reduz o número máximo de cargas de feitiço. As espadas são normalmente de uma mão (embora também existam variedades de duas mãos), enquanto os machados são todos de duas mãos. As maças e clavas adicionam um bônus de 50% de dano contra os mortos-vivos. As armas brancas de duas mãos permitem que o jogador cause mais dano. Os escudos, quando combinados com armas de uma mão, permitem que os ataques sejam bloqueados. Há três classificações de armadura: leve, média e pesada. Os personagens também podem usar um capacete, dois anéis e um amuleto. Muitas armas e armaduras de nível superior só podem ser equipadas se o jogador atender aos requisitos mínimos de força e/ou destreza.
Os livros contêm fórmulas de feitiço e não podem ser usados mais de uma vez; a leitura do primeiro livro colocará esse feitiço específico no repositório do personagem, enquanto o uso de vários livros do mesmo feitiço aumentará o nível do feitiço, até um máximo de 15. Um personagem precisa de um nível mínimo do atributo magia para ler livros de feitiços, principalmente para elevar os feitiços a níveis mais altos, onde eles são mais poderosos/eficazes e consomem menos mana a cada lançamento. Os pergaminhos permitem o uso de feitiços ainda não aprendidos, bem como de feitiços não disponíveis em forma de livro, mas desaparecem após um uso. Muitas poções estão disponíveis para uso, incluindo restauração de saúde e mana, e elixires que aumentam os atributos.

### Modo multijogador
O modo multijogador está disponível para até quatro jogadores. Na versão multijogador, os personagens são salvos periodicamente. Os jogadores podem ser hostis ou jogar em cooperação com outros jogadores. Os jogadores podem se conectar por conexão direta, conexão por modem, conexão pelo Battle.net ou conexão de rede IPX.

## Enredo

### Ambientação
A ambientação de Diablo inclui o reino mortal, que é o mundo humano, bem como os Altos Céus (em inglês: High Heavens) e o Inferno Ardente (em inglês: Burning Hells). Depois de eras de guerra entre anjos e demônios, a ascensão da humanidade levou os três Senhores do Inferno, incluindo o próprio Diablo, a buscar a vitória por meio da influência, o que levou ao seu exílio no reino mortal. Lá, eles semearam o caos, a desconfiança e o ódio entre os homens até que um grupo de magos, chamado Horadrim, os aprisionou em cristais encantados chamados "Pedras da Alma" (em inglês: Soulstones). A pedra da alma de Diablo foi enterrada profundamente na terra e um monastério foi construído sobre o local.
Gerações se passaram e o propósito do monastério foi esquecido. Uma pequena cidade chamada Tristram surgiu ao lado de suas ruínas. Quando o rei Leoric reconstruiu o mosteiro como uma catedral, Diablo manipulou seu arcebispo, Lazarus, para destruir a prisão de sua pedra da alma. Diablo possuiu o rei por um breve período, enviando seus cavaleiros e sacerdotes para batalhar contra reinos pacíficos e, em seguida, possuiu o filho do rei, o Príncipe Albrecht, enchendo as cavernas e catacumbas sob a catedral com criaturas formadas a partir dos pesadelos de Albrecht. Tristram tornou-se uma cidade de medo e horror, onde as pessoas eram sequestradas durante a noite. Sem rei, sem lei e sem exército para defendê-los, muitos moradores fugiram.

### Narrativa
O jogo começa quando o personagem do jogador chega a Tristram. Vários dos habitantes restantes da cidade ajudam o jogador, como Deckard Cain, o Ancião. O labirinto sob a catedral desce da masmorra/igreja para as catacumbas, seguidas pelas cavernas e, finalmente, o próprio Inferno, cada uma com uma mistura de mortos-vivos, animais e demônios. O Rei Leoric foi reanimado como o Rei Esqueleto.
No final do jogo, o herói precisa derrotar o Arcebispo Lazarus e, por fim, o próprio Diablo. No final do jogo, o herói mata a forma mortal de Diablo. Em seguida, o herói retira a Pedra da Alma da testa de Diablo, após o que Diablo se transforma em um Príncipe Albrecht sem vida. O herói então coloca a Pedra da Alma em sua própria testa, e contém a essência de Diablo dentro de si.
Conforme relatado na sequência Diablo II, canonicamente o guerreiro foi o herói que derrotou Diablo e acabou sendo possuído. O ladino se tornou o Blood Raven, enquanto o feiticeiro se tornou o False Summoner, ambos personagens inimigos. Diablo III alterou ainda mais a história ao estabelecer que o guerreiro sem nome era o Príncipe Aidan, o filho mais velho de Leoric e irmão mais velho de Albrecht.

## Desenvolvimento
Uma das coisas que estávamos tentando alcançar com Diablo era a facilidade de jogar. A série NHL era muito boa nisso, pois bastava clicar e você já estava no jogo. Antes de Diablo, quando você criava um personagem, tinha que responder 53 perguntas sobre isso, aquilo e aquilo outro; tinha que dar um nome, uma história de fundo e assim por diante. Nós só queríamos entrar no jogo e começar a esmagar coisas.

— David Brevik sobre a criação de Diablo.
Diablo foi concebido por David Brevik durante o desenvolvimento do jogo de luta Justice League Task Force, desenvolvido pela desenvolvedora japonesa Sunsoft com o auxílio de dois estúdios americanos: Condor Games, mais tarde renomeada Blizzard North, e Silicon & Synapse, mais tarde renomeada Blizzard Entertainment. O conceito de Brevik era um jogo para computador baseado fortemente no gênero roguelike que apresentava jogabilidade baseada em turnos, mas ele queria melhorar a rapidez com que o jogador conseguiria entrar no jogo em comparação com os típicos jogos de RPG. Brevik se inspirou em NHL '94 e em jogos de esporte semelhantes para fazer com que os jogadores tivessem que selecionar apenas uma classe predeterminada e pudessem entrar no jogo com o mínimo de intervenções. Brevik também queria que essas classes fossem combinações de classes típicas de personagens para que os jogadores não ficassem muito limitados quanto ao tipo de ataques ou equipamentos que poderiam usar. Um outro desvio da abordagem roguelike foi tornar o sistema de saque de monstros abatidos mais expansivo. De acordo com o jornalista Matt Barton, o jogo Telengard, lançado pela Avalon Hill em 1982, influenciou o desenvolvimento de Diablo. Barton e Bill Loguidice também citam a série The Legend of Zelda como uma influência em Diablo, particularmente sua mudança para a ação em tempo real, longe da jogabilidade baseada em turnos e com muitas estatísticas dos RPGs eletrônicos anteriores. Brevik também queria uma interface "moderna e descolada" que trouxesse a rapidez dos jogos de console, como em Doom, para os RPGs eletrônicos. Ele batizou a ideia de Diablo com base no Monte Diablo, que era onde Brevik morava quando concebeu a ideia do jogo.

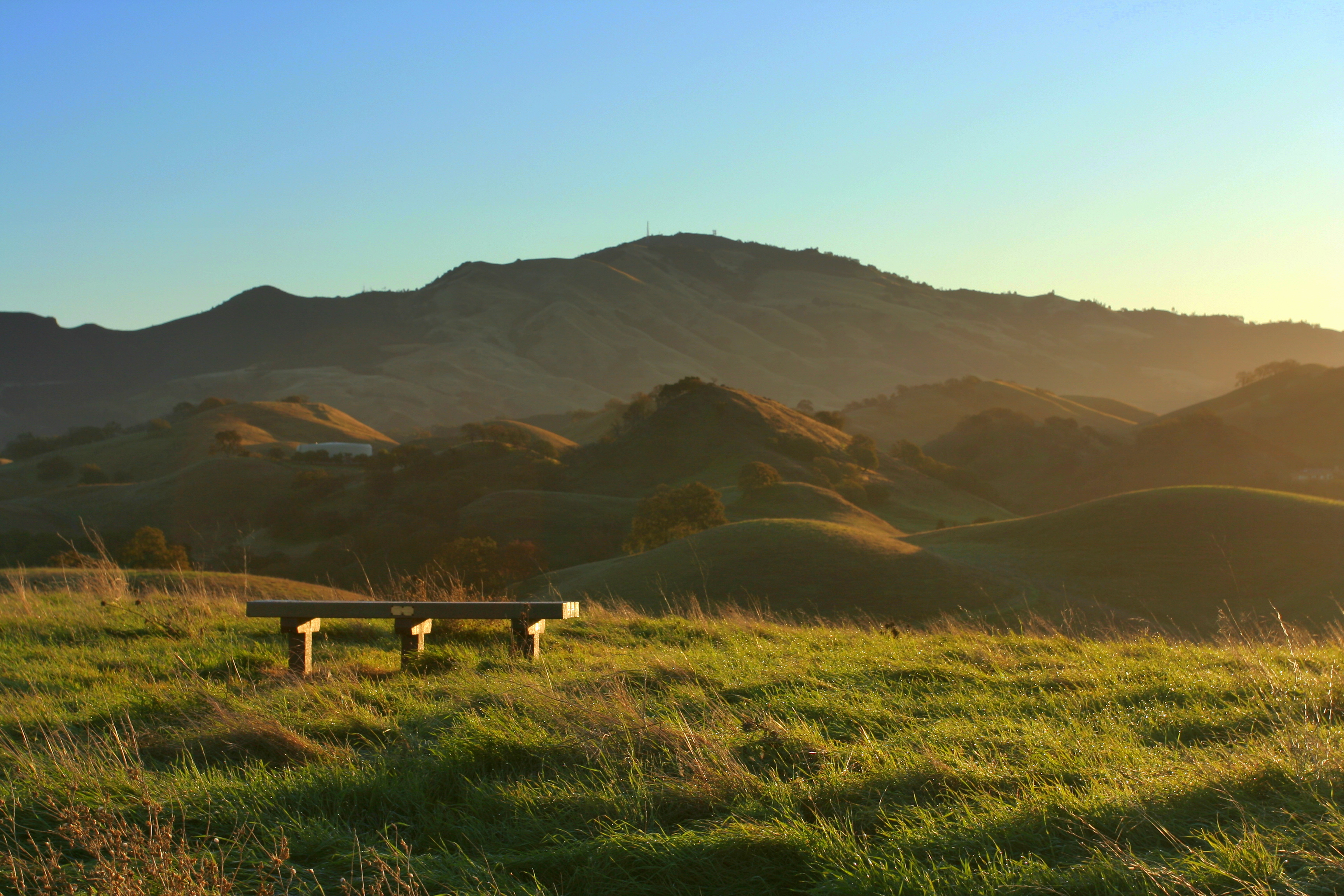
Monte Diablo, montanha na Califórnia que inspirou o nome do jogo.

A Condor Games iniciou o desenvolvimento do jogo enquanto o apresentava às publicadoras. Bill Roper disse que a "proposta inicial da equipe, em poucas palavras, era pegar a empolgação e a aleatoriedade de jogos como Moria, Nethack e Rogue e trazê-los para a década de 1990 com gráficos e sons fantásticos". O jogo também foi originalmente concebido para ser feito em claymation (como ClayFighter), mas eles decidiram usar um estilo isométrico 3D. A empresa tentou vender a ideia de Brevik a outras editoras, mas foi recusada com o motivo de que "os RPGs estão mortos."
Enquanto a Condor procurava uma publicadora para a ideia de Brevik, a Blizzard havia concluído seu próximo jogo, Warcraft: Orcs & Humans para computador. O estúdio viu que a Blizzard compartilhava o mesmo interesse em jogos para computador e apresentou a ideia de Brevik a eles. Cerca de três a quatro meses depois do início do desenvolvimento, a Blizzard se ofereceu para trabalhar com eles em Diablo, mas solicitando duas grandes mudanças: torná-lo um jogo em tempo real e ter um modo multijogador, já que haviam feito os dois em Warcraft. A princípio, Brevik não queria mudar a natureza baseada em turnos de seu jogo, temendo que isso aumentasse o tempo de desenvolvimento, e a equipe de desenvolvimento da Condor submeteu a ideia a uma votação, e a abordagem em tempo real venceu. Brevik alertou a Blizzard sobre o possível aumento do tempo de desenvolvimento e pediu custos extras de desenvolvimento e, em uma tarde de sexta-feira, quando todos já tinham ido embora, começou a testar a conversão do jogo de baseado em turnos para tempo real; em poucas horas, ele já tinha o básico do sistema pronto e conseguiu mostrá-lo ao resto da Condor na segunda-feira seguinte. Eles esconderam essa notícia da Blizzard por um curto período de tempo, mas acabaram revelando a rapidez com que haviam feito a mudança, o que foi prontamente aceito pela publicadora.
Em 1996, enquanto o desenvolvimento de Diablo continuava, a Blizzard adquiriu a Condor Games. A Blizzard batizou sua unidade em Irvine, Califórnia, de Blizzard South e a Condor Games de Blizzard North para distinguir seus estúdios. Cerca de oito meses antes do lançamento planejado, a Blizzard South estava terminando Warcraft II e começou a se concentrar no lançamento de Diablo. A Blizzard não queria depender dos serviços de jogos online existentes, como a Total Entertainment Network, para a criação de partidas. Portanto, a Blizzard South começou a desenvolver a base do Battle.net. De acordo com Brevik, quando a Blizzard South começou a verificar como o código multijogador do Diablo seria incorporado ao Battle.net, eles descobriram que Diablo não tinha código multijogador, já que Brevik e os outros não tinham ideia de como escrever esse tipo de código. A Blizzard South enviou funcionários para a Blizzard North para incorporar o multijogador de Diablo e fazer a interface com a Battle.net nos últimos seis meses de desenvolvimento.
Em 2018, David Brevik revelou que inicialmente havia odiado o final do jogo porque a ideia havia sido do departamento cinematográfico e não seguia o esboço da história que ele forneceu, mas depois de alguns dias ele se acalmou e decidiu que o final era muito bom. A trilha sonora de Diablo foi composta por Matt Uelmen e tem uma duração total de 20 minutos. Um álbum foi lançado em 21 de outubro de 2011, no âmbito do 15.º aniversário do lançamento do jogo, incluindo as seis faixas musicais presentes no jogo.

## Recepção
Diablo recebeu "aclamação universal" da crítica especializada, de acordo com o agregador de críticas Metacritic. A maioria dos analistas elogiou a jogabilidade viciante do jogo, as masmorras geradas aleatoriamente, os gráficos excelentes, a trilha sonora sombria e a grande variedade de itens mágicos, inimigos, níveis e missões. Esse último aspecto foi destacado por Trent Ward, da GameSpot, em sua análise: "Embora um número definido de monstros esteja incluído, apenas alguns serão vistos em cada jogo completo. Isso significa que os jogadores que voltarem para sua segunda ou terceira tentativa no jogo provavelmente enfrentarão adversários que nunca viram antes. Isso sim é que é valor de replay." O jornalista pontuou sua análise escrevendo que "Diablo é o melhor jogo lançado no ano passado, e você deve ter uma cópia. Ponto final."
Os críticos geralmente mencionaram o modo multijogador online como um dos pontos mais fortes do jogo, sendo descrito como um grande aumento do valor de replay. O colunista Bernard Yee comentou que, em comparação com os jogos multijogador online contemporâneos, como Quake, Diablo dá aos novatos uma chance muito maior de se divertir, pois eles podem cooperar com outros jogadores ou construir seu personagem de modo que possam enfrentar jogadores hostis. Cindy Yans, da Computer Games Magazine, disse que "as armas, armaduras e itens são tão numerosos que você está sempre adquirindo algo novo para experimentar... sem mencionar o universo multijogador do jogo"; ela continuou dizendo que "para quem gosta de um bom jogo de masmorras multijogador, Diablo é imbatível". Yans concluiu sua análise: "Apesar do enredo um tanto fraco, [...] missões pouco elaboradas e uma quantidade razoável de repetições necessárias, Diablo é obrigatório para qualquer pessoa interessada em 'pura diversão.'"
Michael Gowan, da Macworld, escreveu: "A única desvantagem desse jogo de RPG é que a aventura termina cedo demais." A análise de Steve Klett para a PC Games, que foi reimpressa na revista irmã GamePro, comentou que "Diablo definitivamente não é o típico hackfest de masmorras. [...] Na verdade, seus rivais mais próximos são jogos como Gauntlet e Loaded no PlayStation, mas eles realmente não se comparam." A Next Generation também comentou que Diablo é mais uma encarnação moderna de Gauntlet do que um RPG, "mas com mudanças e melhorias suficientes para torná-lo uma experiência completamente nova e um dos melhores títulos deste ano até agora."
As análises da versão para PlayStation geralmente comentam que, embora seja claramente inferior à versão original para PC, é uma conversão muito melhor do que se poderia esperar e traz os elementos essenciais que tornam o jogo agradável. A maioria concordou que o uso de combinações de botões e menus foi uma solução suficiente para fazer com que os controles complexos funcionassem intuitivamente no PlayStation, e a Next Generation chegou a dizer que os controles são uma melhoria em relação à versão para PC, argumentando principalmente que a mira automática torna o ataque aos inimigos menos frustrante do que na versão para PC, que é do tipo apontar e clicar. Eles concluíram que "se você ficou viciado na versão para PC, poderá vivenciá-la novamente no PlayStation. E se você ainda não jogou Diablo, dê uma olhada nessa versão." No entanto, Doug Perry, da IGN, ficou insatisfeito com os controles, dizendo que eles diminuem o ritmo do jogo. Perry também opinou que o modo multijogador deveria ter usado tela dividida ou o cabo PlayStation Link, em vez de exigir que os dois personagens ficassem em uma única tela, embora ele tenha dito que a conversão melhorou em relação à versão para PC em alguns aspectos, como a opção de duplicar a velocidade do jogo. A GamePro comentou: "Diablo era graficamente impressionante no PC, e parte desse brilho compreensivelmente se apagou; a paleta menor e a taxa de quadros mais baixa são necessidades da versão para PlayStation. E, embora não seja possível jogar online, há um bom modo para dois jogadores. [...] Se você gostou da versão para PC, não há nada de novo aqui, mas se esta é sua primeira experiência com Diablo, você vai se divertir muito."

### Vendas
De acordo com Max Schaefer, as estimativas iniciais de vendas da Blizzard para Diablo eram modestas. Ele comentou: "Estávamos pensando que, se tudo corresse bem, venderíamos 100.000 cópias". Após a cobertura positiva do jogo pela imprensa antes de seu lançamento, as estimativas da equipe foram aumentadas para aproximadamente 500.000 cópias, disse posteriormente David Brevik. Os pedidos antecipados ultrapassaram 450.000 unidades em todo o mundo até 17 de dezembro, e o jogo foi lançado com uma remessa de 500.000 unidades escalonadas nos primeiros dias nas prateleiras. Diablo estreou em primeiro lugar na tabela mensal de vendas de jogos de computador da PC Data em janeiro de 1997 e manteve essa posição por mais três meses, antes de ser deslocado para o segundo lugar por X-Wing vs. TIE Fighter em maio e permanecer em segundo lugar até setembro, quando caiu para o quinto lugar e saiu do top 10 em outubro.
Nos Estados Unidos, o título foi o jogo de computador mais vendido nos primeiros seis meses de 1997. Suas vendas mundiais ultrapassaram 500.000 unidades em abril, 750.000 em junho e 1 milhão no final de novembro. Até o final de 1997, Diablo havia vendido 670.155 cópias só nos Estados Unidos. Ele foi declarado o quarto jogo de computador mais vendido do ano no país pela PC Data. Max Schaefer atribuiu o sucesso do jogo, em parte, à data de lançamento, 27 de dezembro, e observou que "não havia nenhum outro jogo lançado após o Natal, então fomos o único jogo do momento por um longo tempo."
Em agosto de 1998, Diablo recebeu um prêmio de vendas "Gold" da Verband der Unterhaltungssoftware Deutschland (VUD), indicando vendas de pelo menos 100.000 unidades na Alemanha, Áustria e Suíça. As vendas globais de Diablo atingiram quase 2 milhões de unidades em setembro de 1998. O jogo atingiu mais de 2,5 milhões de unidades vendidas em meados de 2001. De acordo com a GameSpot Japan, o jogo foi um "grande sucesso" entre os jogadores japoneses.

### Prêmios e listas
Diablo ganhou os prêmios de "Jogo do Ano" da Computer Gaming World,:69 da GameSpot e da Computer Game Entertainment em 1996 e foi o segundo colocado na categoria do prêmio da Computer Games Strategy Plus. Os editores da Computer Gaming World escreveram: "Neste ano, Diablo é o jogo que todos lembrarão".:69 Ele também foi considerado o melhor jogo de RPG para computador de 1996 pela GameSpot, Computer Game Entertainment e Computer Games Strategy Plus. Embora tenha sido indicado para o prêmio de "RPG do ano" da Computer Gaming World, a publicação concedeu a honra a The Elder Scrolls II: Daggerfall.:72
Em 1998, a PC Gamer o declarou o 42.º melhor jogo de computador já lançado, e os editores o chamaram de "uma experiência de jogo quase impecável". Akira Nishitani, projetista de Street Fighter II e Final Fight, o classificou como o número 1 em sua lista pessoal dos melhores jogos de todos os tempos em 1997. Em 2005, a GameSpot escolheu Diablo como um dos "melhores jogos de todos os tempos". Além disso, ele ficou em 20.º lugar na lista dos "100 melhores RPGs de todos os tempos" da Game Informer, elaborada em 2018.

## Expansões e relançamentos
Um pacote de expansão intitulado Diablo: Hellfire foi lançado em 1997. Ele foi produzido pela Synergistic Software e publicado pela Sierra Entertainment, e não por uma equipe interna de desenvolvimento da Blizzard North. O conteúdo adicional incluía dois segmentos de masmorra adicionais localizados em um novo enredo secundário, vários itens exclusivos e propriedades de itens mágicos, feitiços e uma quarta classe, o monge. Há também duas classes de "teste" inacabadas (o bardo e o bárbaro) e duas missões que podem ser acessadas por meio de uma modificação no arquivo de configuração.
A Blizzard vendeu os direitos mundiais exclusivos para desenvolver, publicar e distribuir versões de console do jogo para a Electronic Arts em 1996. O jogo não incluía o modo online, mas contava com um modo cooperativo para dois jogadores. Algumas diferenças notáveis em relação à versão para PC incluem novos efeitos de iluminação, mira automática para armas e feitiços de longo alcance e uma opção para aumentar a velocidade do jogo. Apesar de o jogo original para PC ser baseado no controle do mouse, ele não é compatível com o PlayStation Mouse.
O jogo foi relançado junto com Hellfire em um pacote de 1998, chamado Diablo + Hellfire. A coletânea Blizzard's Game of the Year Collection, de 1998, continha cópias de Diablo, StarCraft e Warcraft II: Tides of Darkness. A Blizzard Anthology, de 2000, continha Diablo, StarCraft, StarCraft: Brood War e WarCraft II: Battle.net Edition. O pacote Diablo II: Exclusive Gift Set incluía Diablo, Diablo II e um guia de estratégia para cada um, mas nenhuma das respectivas expansões. Diablo: Battle Chest, de 2001, continha Diablo, Diablo II e a expansão Lord of Destruction para o segundo jogo.
Para o 20.º aniversário de Diablo, foi anunciado durante a BlizzCon 2016 que Diablo III receberia uma atualização gratuita chamada The Darkening of Tristram, que recria o jogo original. A atualização contém uma masmorra de 16 níveis, os quatro chefes principais da versão de 1997 e filtros gráficos especiais e movimento limitado a 8 direções, como no jogo original. A atualização de teste foi lançada em 11 de novembro de 2016, no servidor Public Test Realm.
Em março de 2019, Diablo foi disponibilizado para venda no GOG.com, marcando a primeira vez que a Blizzard lançou o jogo em uma plataforma de distribuição digital. O lançamento apresentava duas versões do jogo: a versão original de 1996 e uma nova versão baseada em DirectX criada internamente pelo GOG que apresenta opções adicionais de exibição e gráficos.
Após a aquisição da Activision Blizzard por parte da Microsoft em 2023, foi confirmado que os jogos clássicos da desenvolvedora seriam disponibilizados no serviço de assinatura Game Pass ao longo dos próximos anos. Diablo 1, de acordo com fontes fidedignas, estará disponível para os assinantes do plano PC em janeiro de 2025.